# Van der Beurze
Van der Beurze is de naam van een vooraanstaande Brugse familie die van de dertiende tot vijftiende eeuw actief was als herbergiers, financieel adviseurs en makelaars. Verschillende leden van de familie bekleedden functies in de stadsmagistratuur. Van hun naam is het woord "beurs" afgeleid in de zin van gereglementeerde handelsplaats, dat verder leeft in vele talen.

## Geschiedenis
De familie Van der Beurze is onder die naam bekend vanaf het begin van de 13de eeuw. Veel naamdragers zijn bekend, hoewel de filiatie niet altijd zonder meer duidelijk is. Men kan twee takken onderscheiden die zeker met elkaar verwant zijn. Misschien is Gerard I van der Beurse de stamvader, of misschien diens vader, ook Gerard genaamd.
De familie behoorde tot de patriciërs van de stad. Enkele onder hen waren actief binnen het stadsbestuur en een paar onder hen bereikten het hoogste ambt, dat van burgemeester van de schepenen. Ze bezat een zijkapel in de kerk van de paters augustijnen. Voorts was ze eigenaar van een aantal panden aan het oude Beursplein: de Cleene Beurse (thans gereconstrueerd), Ter Beurse (bewaard) en Ter Ouder Beurse (verdwenen) vormden samen een complex van herbergen waar buitenlandse kooplieden verbleven.
De familie Van der Beurze had een wapenschild ("van goud, met rode schuinbalk, beladen met drie zilveren beurzen") en leefde adellijk, met onder meer een nar in vaste dienst. Ze bezat lenen en heerlijkheden en nam deel aan adellijk tijdverdrijf zoals aan de steekspelen van het ridderlijk gezelschap van de Witte Beer. Ze namen deel aan veldslagen en sommige werden tot ridder geslagen. Soms vielen ze in ongenade bij de heersers. In de latere generatie werd men raadsheer van de Bourgondische hertog.

## Afleiding van beurs

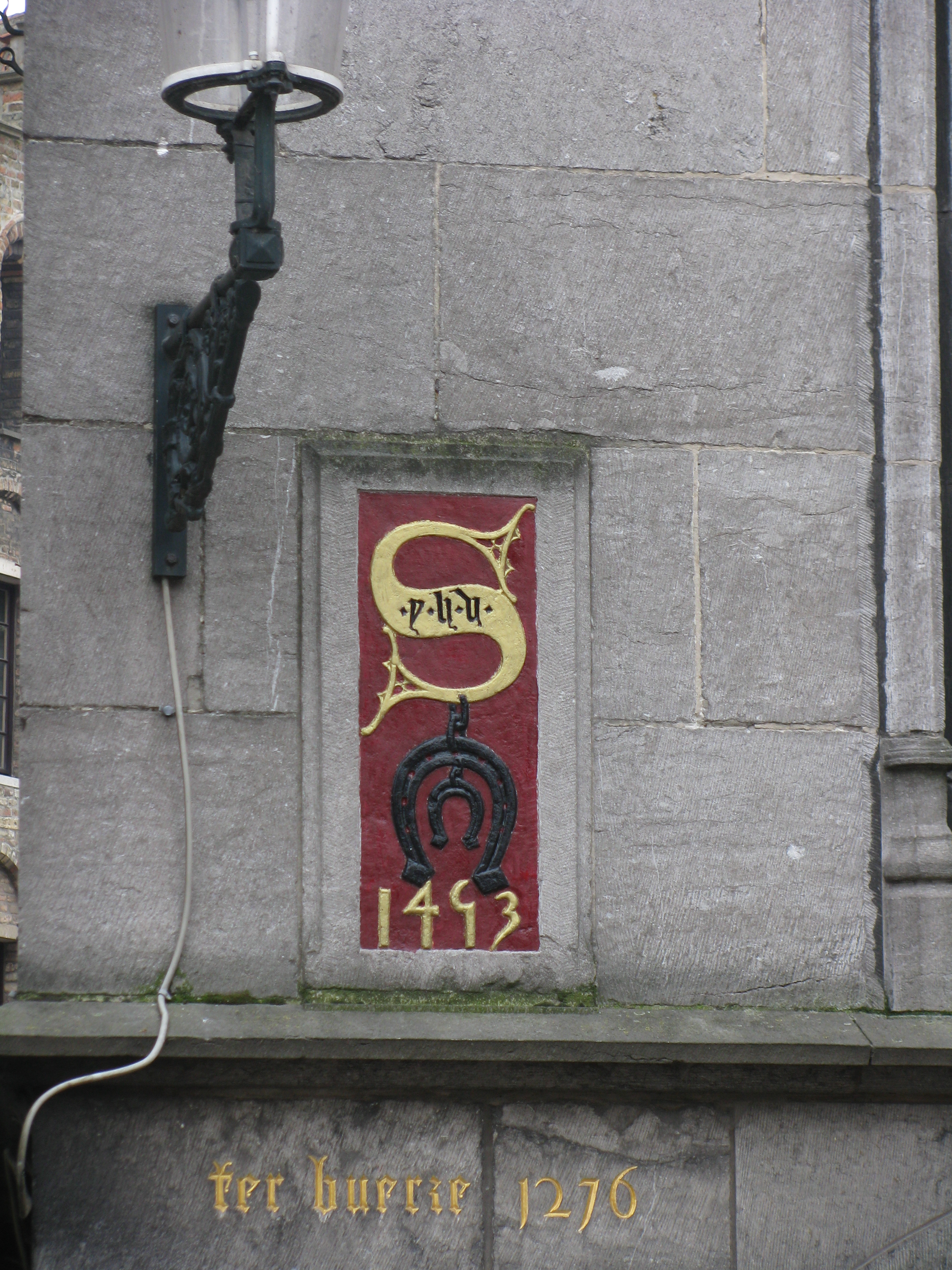
Van het mysterieuze emblema ingemetseld in de voorgevel van het Huis Ter Beurze is de betekenis niet teruggevonden

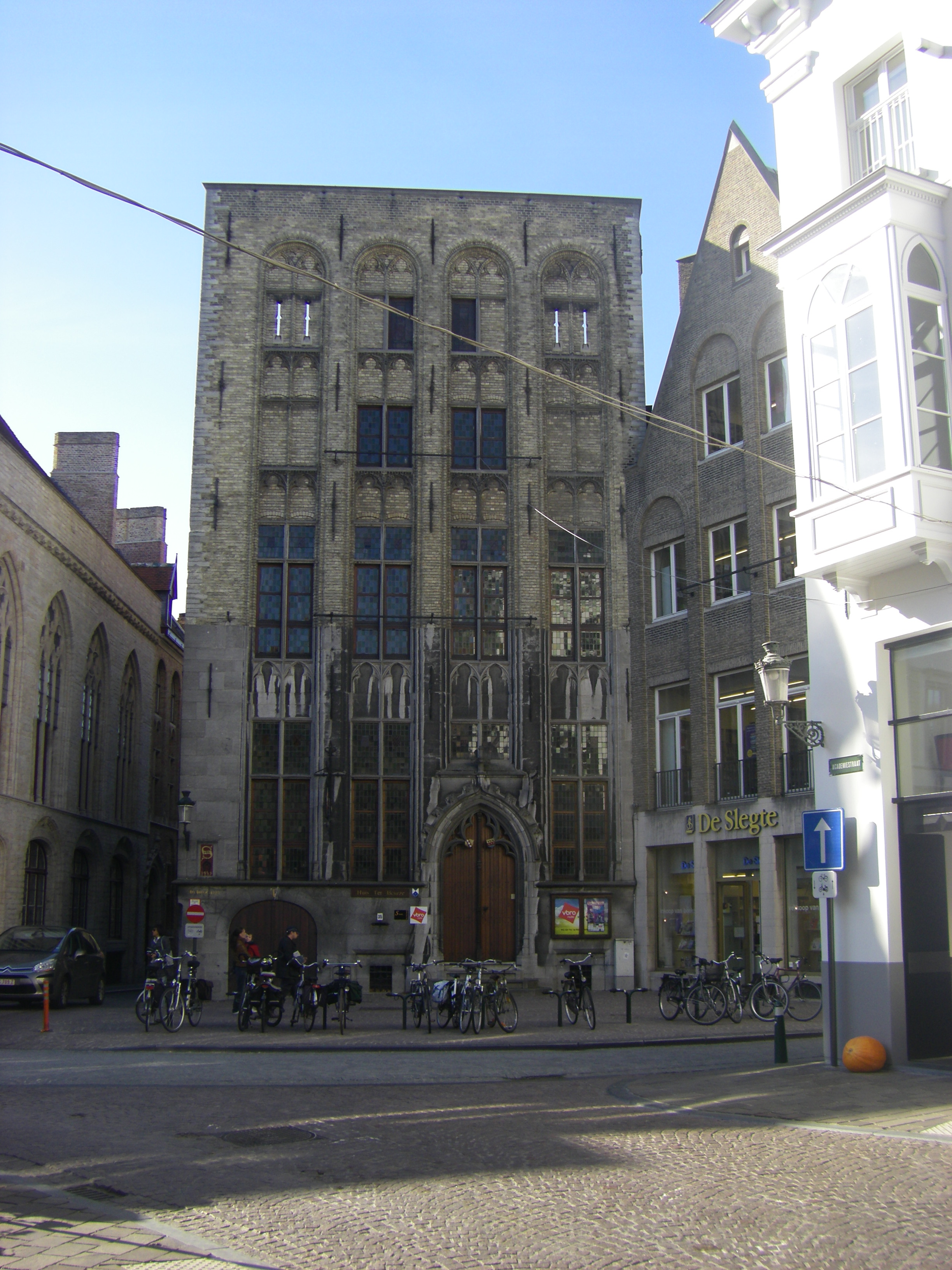
"Huis Ter Beurze" aan het Beursplein te Brugge

De Italiaanse geschiedschrijver Lodovico Guicciardini beschreef hoe de naam van de koopmansbeurs te Brugge afgeleid was van de naam van de familie, via de gelijknamige herberg die gemeenzaam gebruikt werd om het plein aan te duiden ("Ter Beurze") dat het financiële hart van de stad vormde. De beurs van Brugge werd een begrip, en de internationale kooplieden namen de naam "beurs" mee terug naar hun land: eerst de Italianen (borsa), maar al snel ook de Fransen (bourse), de Duitsers (Börse), de Russen (birža), de Tsjechen (burza), de Zweden (börs), de Denen en Noren (børs). In de meeste talen valt het woord samen met dat voor geldbuidel, teruggaand op het Latijnse bursa (waarvan uiteraard ook de naam van de familie Van der Beurse is afgeleid).

## Schrijfwijze
De naam werd zeer verschillend geschreven:
- van der Buerse
- van der Beurse
- van der Buerze
- van der Buers
- van der Burse of Bursse
- van der Borsen
- de la Bourse
- de Bursa of Burssa of Bourssa.

Als moderne schrijfwijze wordt gewoonlijk 'van der Beurze' gebruikt.

## Genealogie
Bekende naamdragers zijn:
- Gerard I van der Buerse (geboren begin 13e eeuw), hallekoopman, x Geertruide Uuttensacke (halfzuster van Pieter Uuttensacke, commandeur van de Orde der Tempeliers in Vlaanderen), xx dochter van Simon Moers
  - Jan I van der Beurze (overleden 1271)
  - Maria van der Beurze x Jean li Finière
  - Gerard II van der Buerse (overleden 1291)
  - Laurens I van der Buerse (overleden 1295)
    - Nicolaas I van der Buerse (voor 1302) x Robins
      - Jan II van der Buerse, monnik in de abdij Ter Doest
      - Nicolaas II van der Buerse

    - Thomas van der Buerse x Maria Robins, koopman van de Vlaamse Hanze
    - Willem van der Buerse x Catharina van der Tanghen
    - Filips van der Buerse, monnik in Sint-Andriesabdij, prior in 1353
- Robert I van der Beurse (overleden 1319), verwant met Jan I (misschien zijn broer), x Marguerite Priem
  - Robert II van der Beurse (overleden voor 1361) x Marie Hooft (overleden 1339). Hij was schepen van Brugge in 1323 en in 1330-1336
  - Laurens II van der Beurze (overleden 1351)
  - Matheus I van der Beurse (overleden voor 1361) x Catharina Bonin, xx Margaretha van de Walle. Hij was schepen van Brugge in 1328-1330 en in 1333 - 1337 - 1352
    - Pieter van der Beurze (overleden 1410)
      - Pieter van der Beurze

    - Matheus II van der Buerze

  - Jan III van der Beurse (overleden 1350) x Lutgardis de Péronne of Lutgardis Baert. Hij was schepen van Brugge in 1338,  1339, 1343, 1345 en 1347
    - Robert III van der Beurze, klerk-pensionaris, x Agnes
    - Nicolaas III van der Buerse (overleden 1382) x Margaretha Reubs
      - Nicolaas IV van der Beurze (overleden 1435)
      - Jan IV van der Beurze (overleden 1434) x Geertruide Bave (overleden 1443)
        - Jan V van der Beurse (overleden 1469) x Anna Broloos (overleden 1444). Hij was raadslid (1439 en 1443) en schepen (1450) van Brugge. Hij werd raadsheer bij hertog Filips de Goede.
          - Jacob van der Beurze x Barbara De Witte. 
            - Barbara van der Beurze, laatste naamdrager van deze familietak.

        - Jacob van der Beurze (1400-ca.1483) x Catharina van der Gheweede
          - Josine van der Beurse, laatste naamdrager van deze familietak, x ridder Jacob de Vooght

        - Catharina van der Beurse (1396-1473) x Jacob Breidel

Tegen het einde van de vijftiende eeuw - begin zestiende eeuw was de familie Van der Beurze, bij gebrek aan mannelijke afstammelingen, uitgestorven.